# Ivaldesönerna
Ivaldesönerna är i nordisk mytologi en konstskicklig brödraskara av dvärgar eller svartalver, som smider flera av gudarnas vapen och smycken. Deras far är Ivalde, dvärgarnas och svartalvernas furste, som håller till i underjorden. Ett par av bröderna är Brokk och Eitre (ibland kallad Sindre).
Tillsammans skapar bröderna Sifs guldhår, Frejs skepp Skidbladner och Odens spjut Gungner. När dessa var utförda, slog Loke vad om sitt huvud med Brokk: Eitre skulle aldrig kunna framställa lika sköna ting på egen hand. Trots att Loke får en fluga att sticka Brokk svårt tre gånger, så lyckas denne ändå att hålla liv i ässjan, så att Eitre kan färdigställa galten med gyllene borst Gullinburste, guldringen Draupner och hammaren Mjölner. Dvärgarna beger sig till Asgård, presenterar sig inför asarna och överräcker ringen till Oden, galten till Frej och hammaren till Tor och ber dem döma i vadet. Loke förlorar vadet och tvingas fly på sina mirakulösa skor. Men han fångas in av Tor. Brokk hugger inte av Lokes huvud, men syr ihop hans läppar. Loke lyckas dock  slita upp sömmarna. 

## Bilder

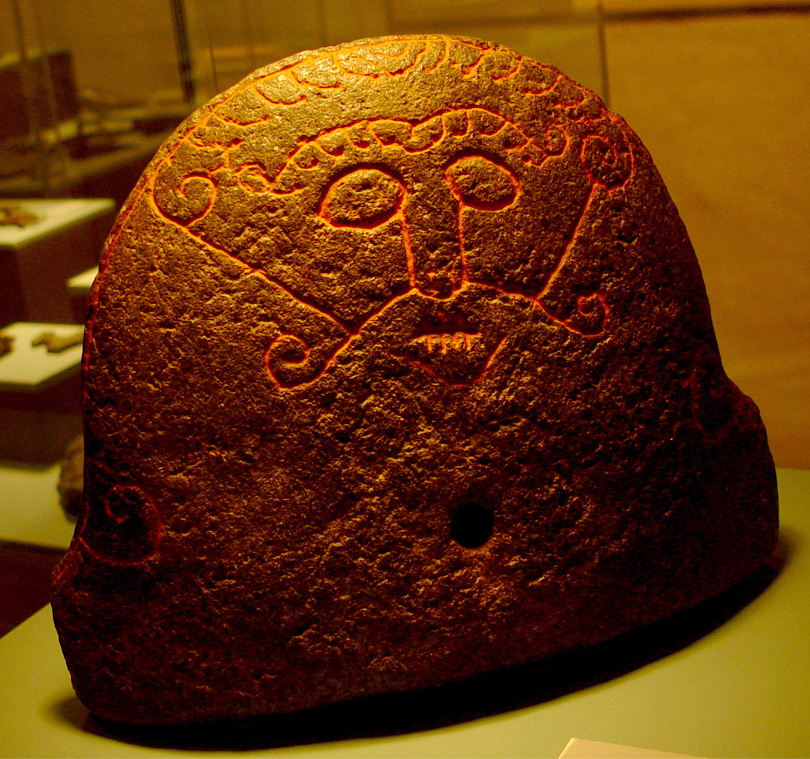
Snaptunstenen i Danmark har eventuellt den äldsta avbildningen av Loke, då den avbildade personen har ihopsydd mun.
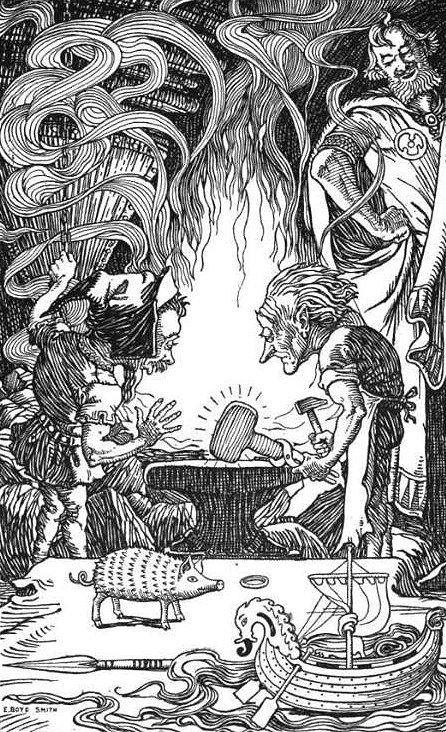
Den tredje gåvan – en enorm hammare. Eitre smider hammaren Mjölner, medan brodern Brokk sköter blåsbälgen och Loke övervakar arbetet  bakgrunden. På bordet framför dem ligger redan ringen Draupnir, galten Gyllenborste, skeppet Skidbladner, spjutet Gungner och gudinnan Sifs gyllene hår. Illustration från 1902.
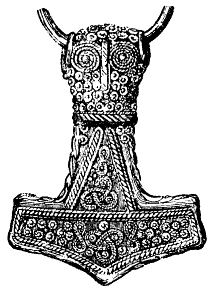
Ivaldesönerna smidde bland annat hammaren Mjölner.